# Strajk za Solidarność w Cottbus

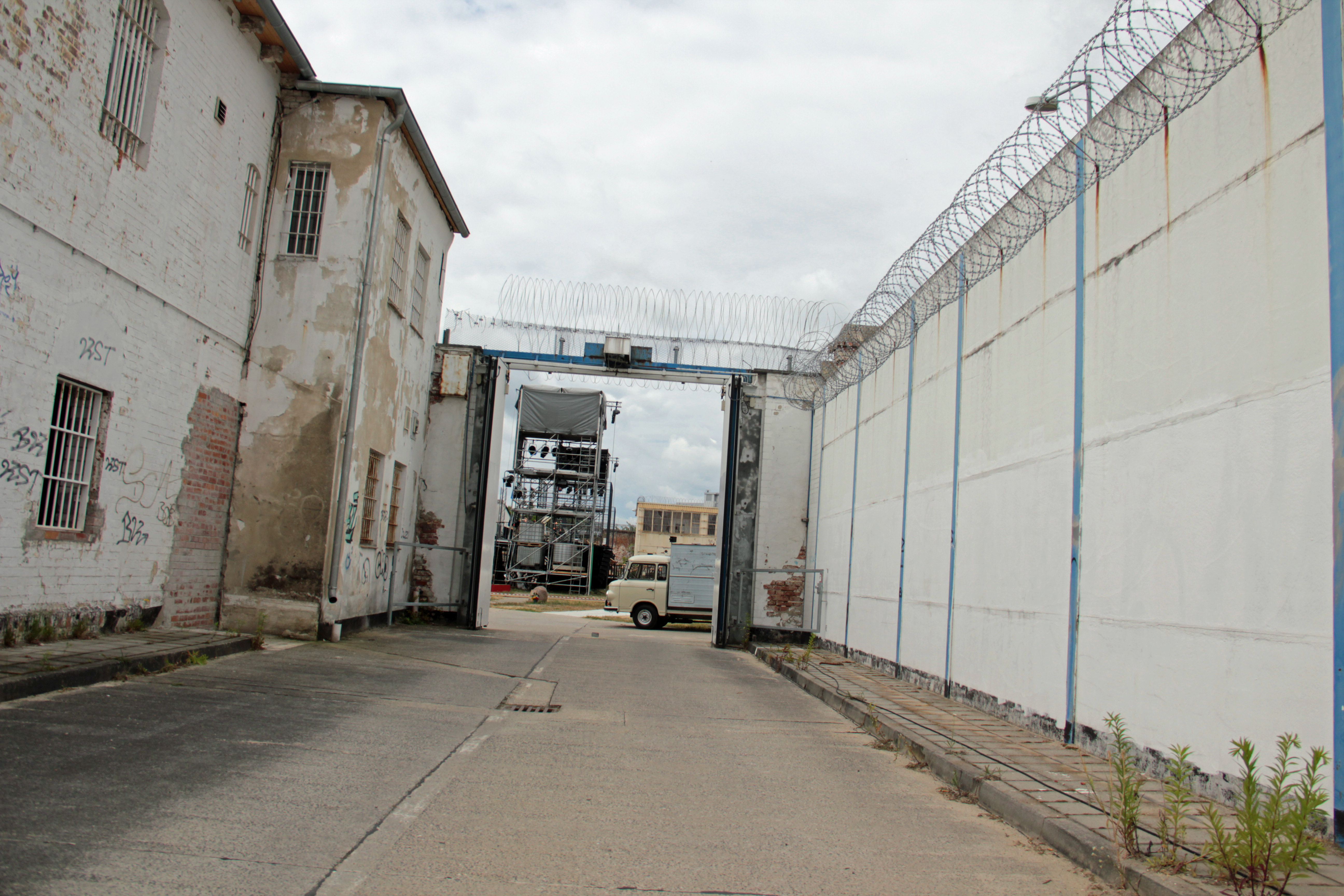
Wjazd do więzienia w Cottbus. Widok współczesny

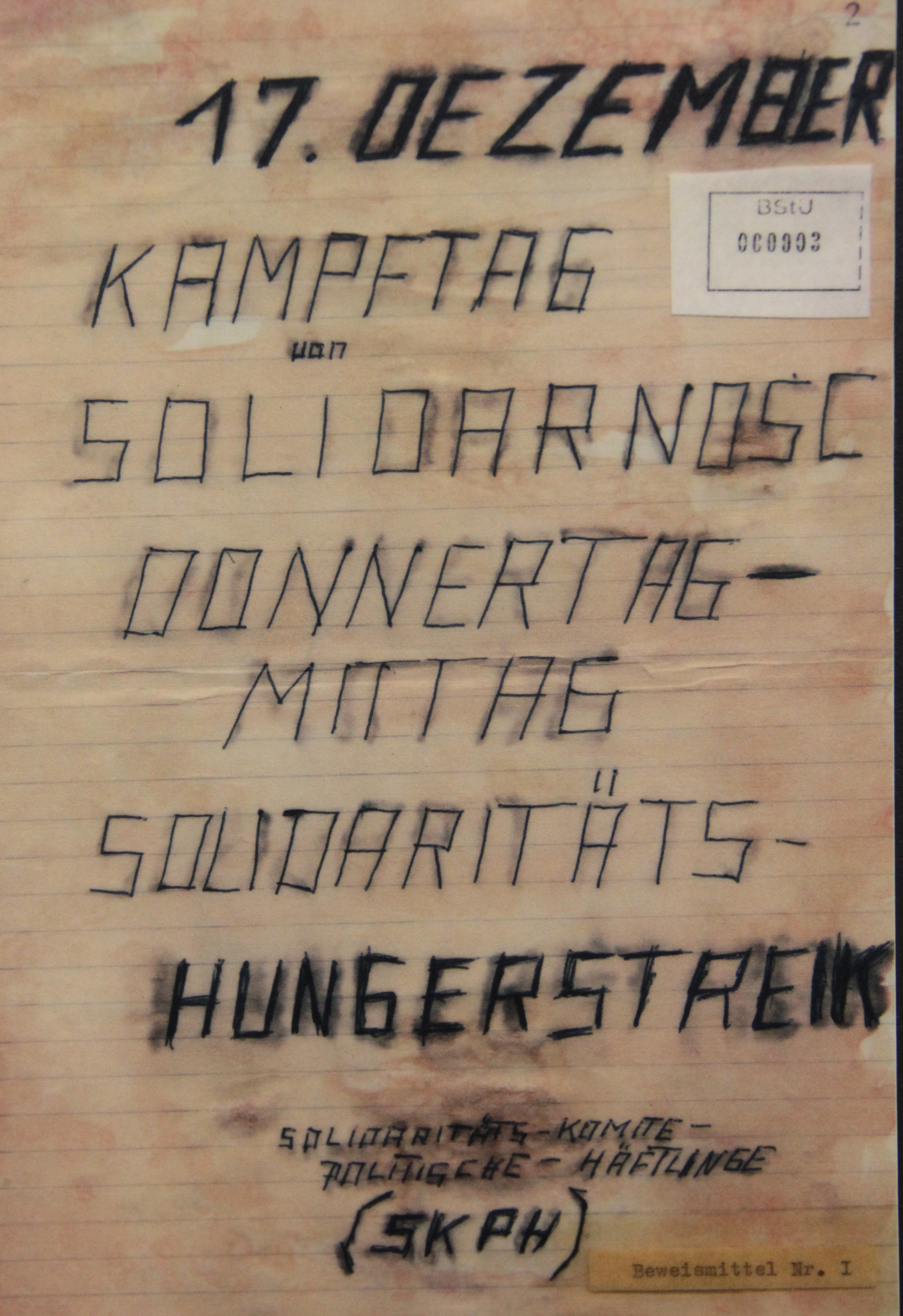

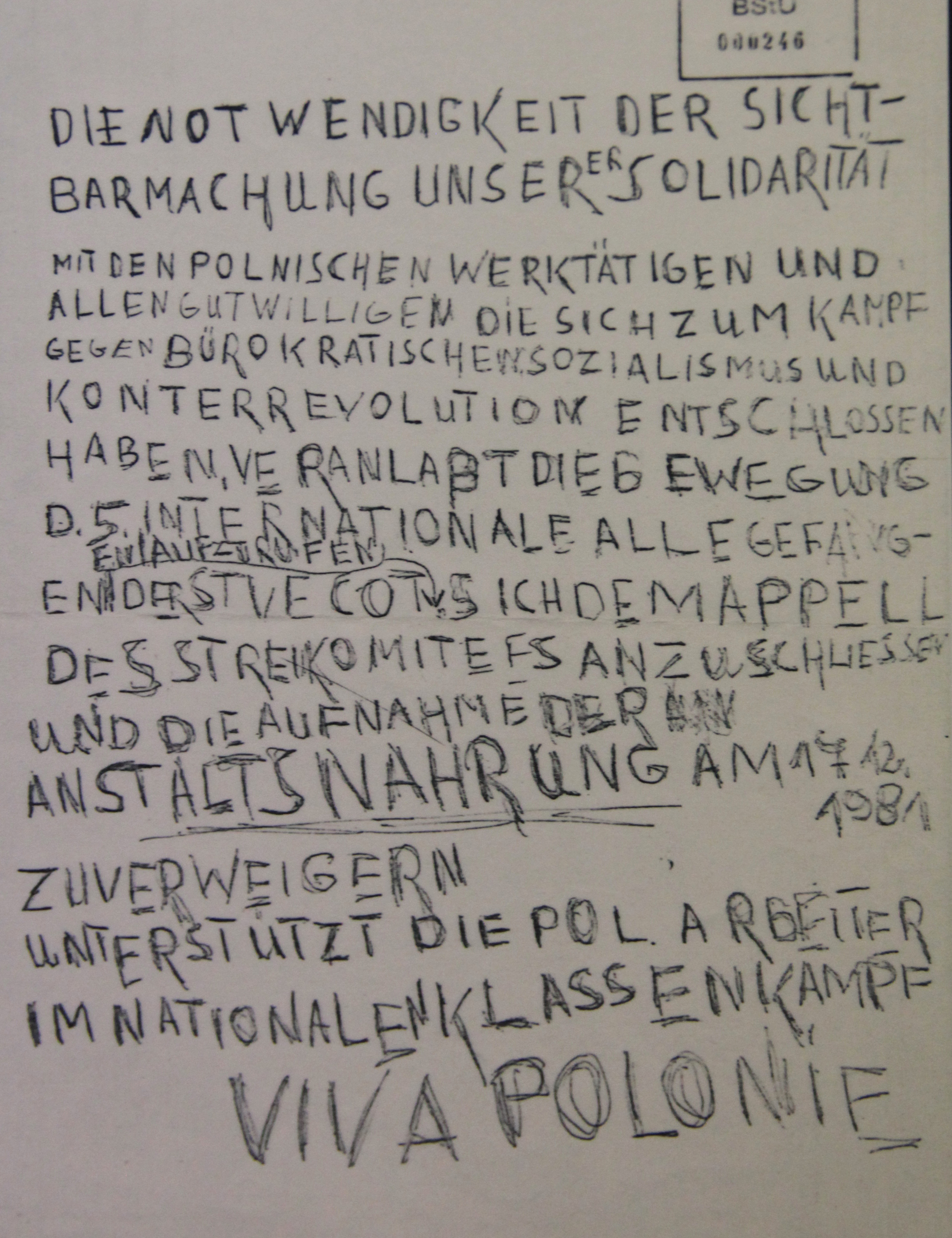
Ulotki przygotowane przez więźniów, wzywających do strajku głodowego za Solidarność

Strajk za Solidarność w Cottbus (niem. Solidarnosc-Streik) – rozpoczęty 17 grudnia 1981 kilkudniowy strajk głodowy więźniów osadzonych w zakładzie karnym służby bezpieczeństwa Stasi w Chociebużu w NRD w proteście przeciwko wprowadzeniu w Polsce stanu wojennego i rozprawie komunistycznych władz PRL z „Solidarnością”. Jest to jedyne znane wystąpienie tego rodzaju w całym bloku wschodnim. Jego przebieg w lipcu 2014 zrekonstruował reporter Gazety Wyborczej.

## Przygotowania do strajku
Wtajemniczeni zakład karny w Cottbus nazywali więzieniem dewizowym. Umieszczano w nim głównie więźniów politycznych (stanowili 80 proc. osadzonych) skazanych na wyroki mniejsze niż pięć lat pozbawienia wolności. Po odbyciu części lub całości kary – to ostatnie dotyczyło głównie tzw. uciekinierów z republiki – byli wysyłani do RFN. Następowało to na drodze stosowanej od lat 60. umowy o wykupie wschodnioniemieckich więźniów politycznych przez rząd RFN.
Od lata 1980 jednym z głównych tematów rozmów w celach była sytuacja w PRL: strajki na Wybrzeżu, powstanie i legalizacja NSZZ „Solidarność”. Więźniowie otwarcie sympatyzowali z polską opozycją, mając, płonne jak się okazało, nadzieje, że powstanie Solidarności spowoduje zmiany w NRD. Gdy 13 grudnia 1981 r. dowiedzieli się o wprowadzeniu stanu wojennego, postanowili zaprotestować.
Według ustaleń śledczych enerdowskiej bezpieki Stasi, która w sprawie strajku prowadziła postępowanie o kryptonimie Aushang, akcję zainicjowało dwóch więźniów z celi 227, którzy w nocy w toalecie ręcznie przygotowywali siedem ulotek wzywających do protestu i okazania w ten sposób solidarności polskim robotnikom. Ich nazwisk nie udało się ustalić. Zaufani więźniowie od 15 grudnia rozwieszali je w kilku częściach więzienia.

## Przebieg protestu
17 grudnia licząca prawie 300 osób grupa więźniów mimo gróźb ze strony strażników odmówiła jedzenia. Strażnicy na drodze ze stołówki do głównego budynku więzienia utworzyli tzw. ścieżkę zdrowia. Więźniów dodatkowo zastraszano, wpuszczając do cel psy służbowe strażników. Stasi zmobilizowała też czterech agentów, działających pośród więźniów, dzięki czemu prowodyrów strajku udało się odizolować od innych osadzonych jeszcze tego samego dnia.

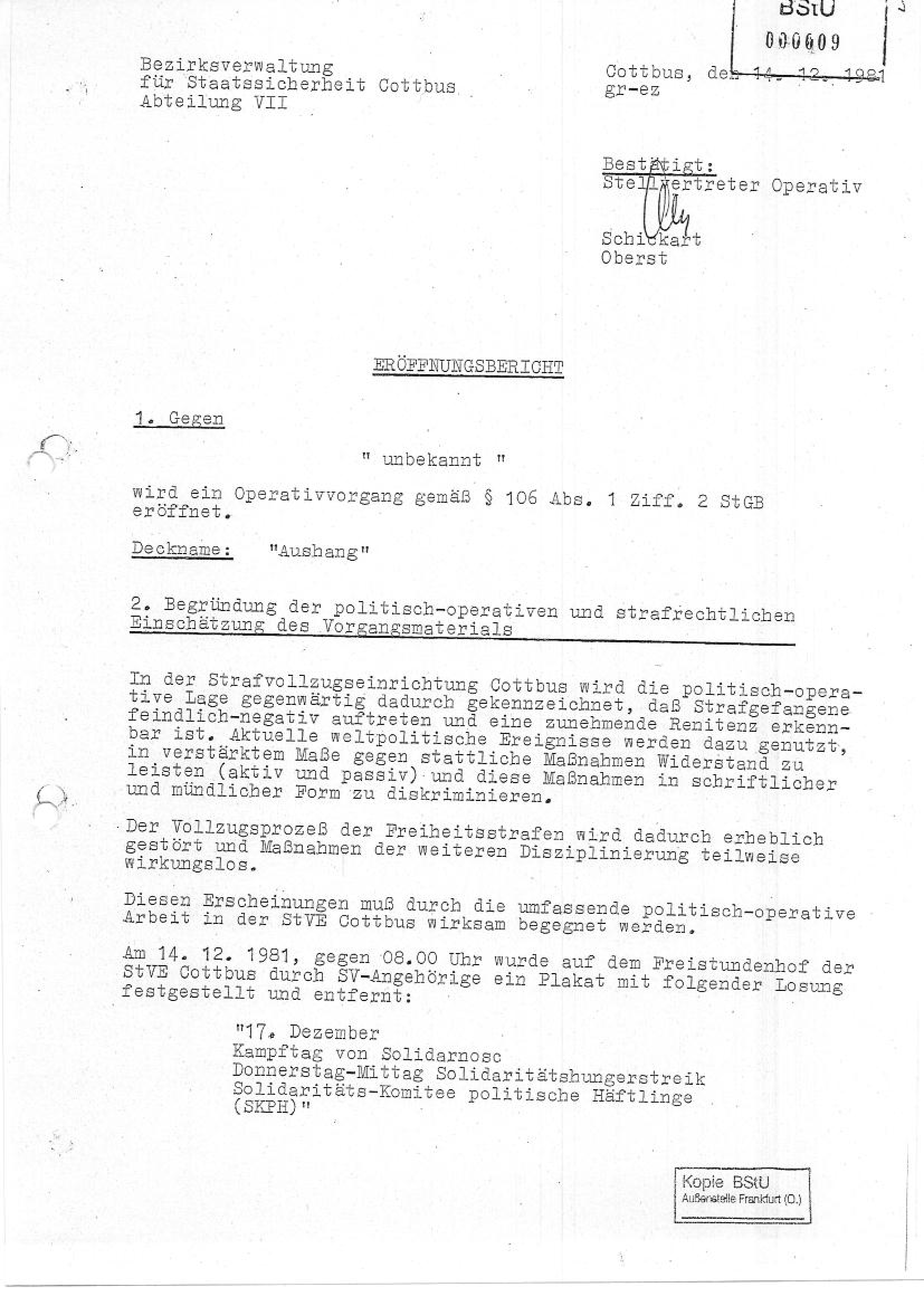
Pierwsza strona raportu wstępnego operacji Stasi Aushang

Z dokumentów Stasi wynika, że już kilkanaście godzin po rozpoczęciu protestu „sytuacja znalazła się pod kontrolą”. Z relacji więźniów wynika, że protest trwał jeszcze dwa lub trzy dni.
Prowodyrzy zostali skazani na dodatkowe 22 miesiące więzienia za „publiczne znieważenie organów państwowych”. Kilkunastu uczestników zostało ukaranych kilkutygodniowym pobytem w karcerze, zwanym tygrysia klatka. Reszta na trzy miesiące została pozbawiona prawa do pisania listów, przyjmowania odwiedzin i otrzymywania paczek.
O strajku lakonicznie informowały media w RFN: berliński dziennik Berliner Morgenpost i tygodnik Der Spiegel. Do Polski te informacje jednak nie dotarły.
Centrum Praw Człowieka w Cottbus działające w dawnym więzieniu zbiera relacje od rozsianych po Niemczech uczestników strajku.